# Järnskallen
Järnskallen är en roman skriven av Nils Håkanson, utgiven 2015 av Albert Bonniers Förlag

## Handling
Medan första världskriget rasar i Europa och hungersnöden närmar sig Stockholm samlas en grupp brokiga karaktärer under våren 1917 kring den maskerade herr Agnefit. Uppdraget är att ta reda på de verkliga omständigheterna kring en högt uppsatt officers dödsfall. Ledda av den labile Henrich Murman, ex-agent för tsarväldet, upptäcker gruppen snart att det handlar om ett mord med politiska motiv – och att ledtrådarna sträcker sig allt närmare samhällets absoluta topp.